# Euphydryas aurinia
Espèce
Statut CITES
Le Damier de la succise ou Damier des marais (Euphydryas aurinia) est une espèce de lépidoptères (papillons) appartenant à la famille des Nymphalidae, à la sous-famille des Nymphalinae et au genre Euphydryas.

## Description
Le Damier de la succise est un papillon marron à damiers orange séparés par les nervures et organisés en lignes, dont la coloration et l'ornementation sont variables. Aux ailes postérieures les damiers orange de la ligne submarginale sont centrés par un point noir caractéristique visible sur les deux faces.
Le revers est orange orné de damiers clairs avec aux postérieures la même ligne de damiers orange centrés d'un point noir sur cette face cerclé de blanc. L'espèce connaît une différence de taille avec une femelle plus grande et les spécimens peuvent présenter des différences importantes suivant le lieu,.

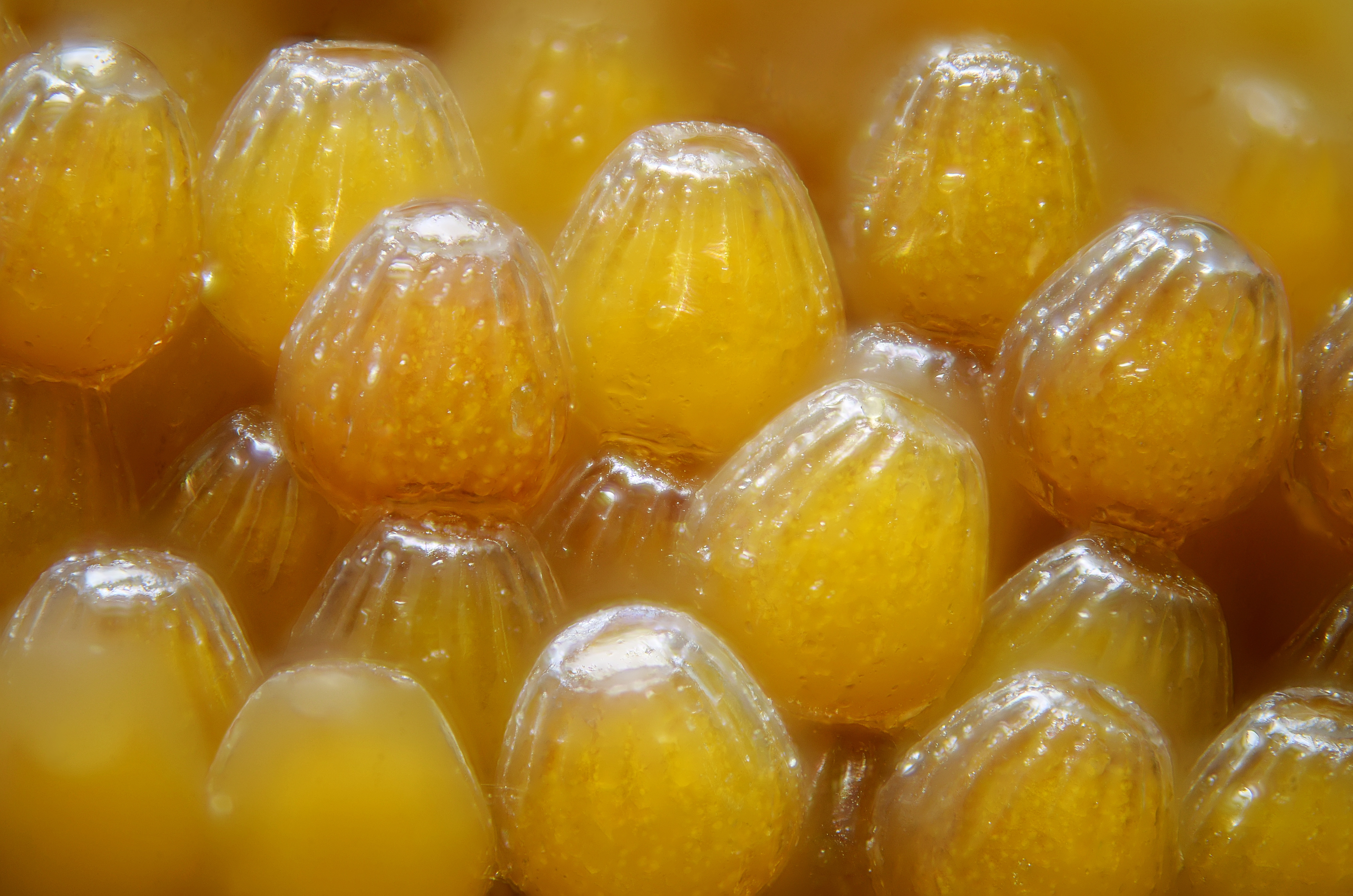
Les œufs
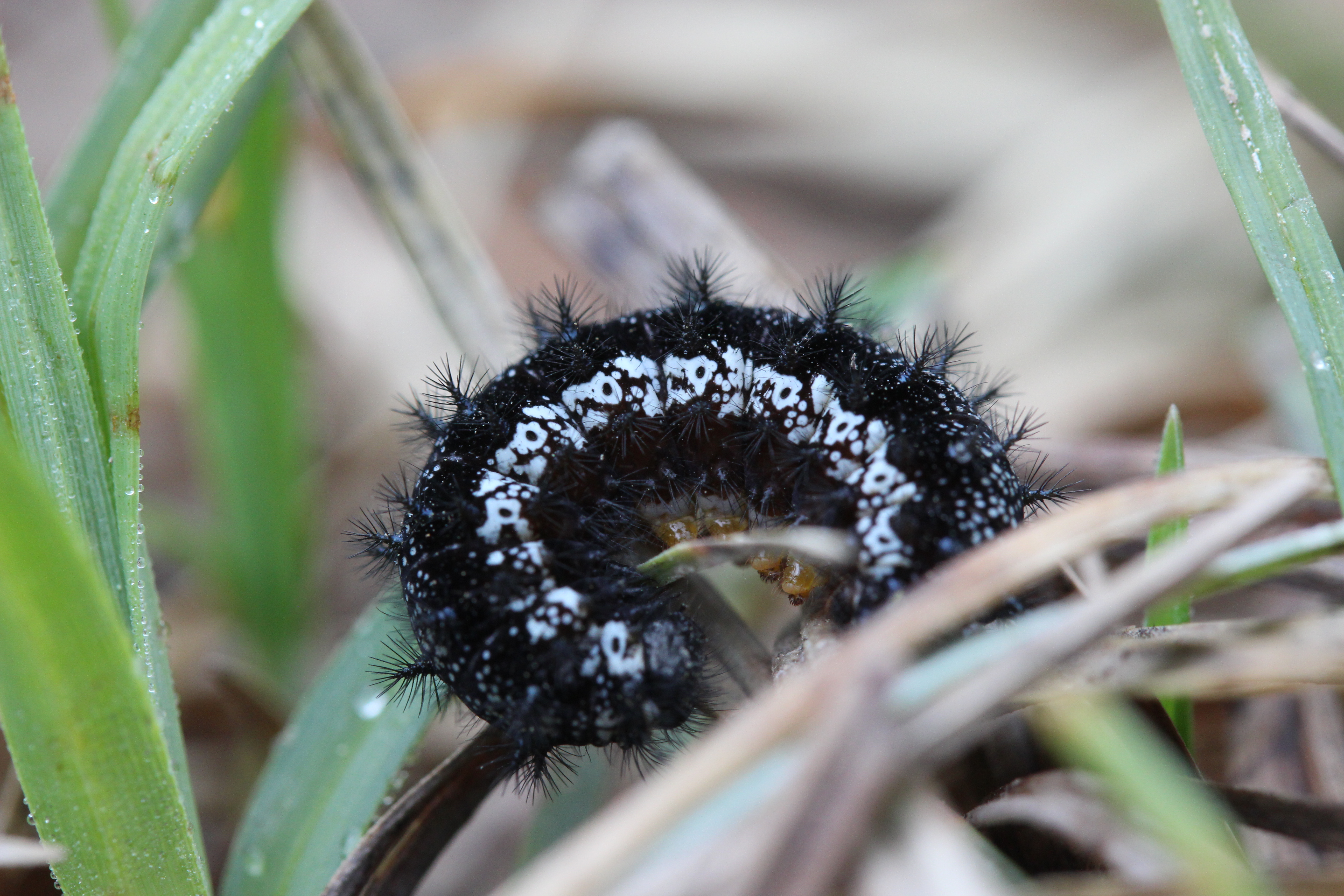
La chenille
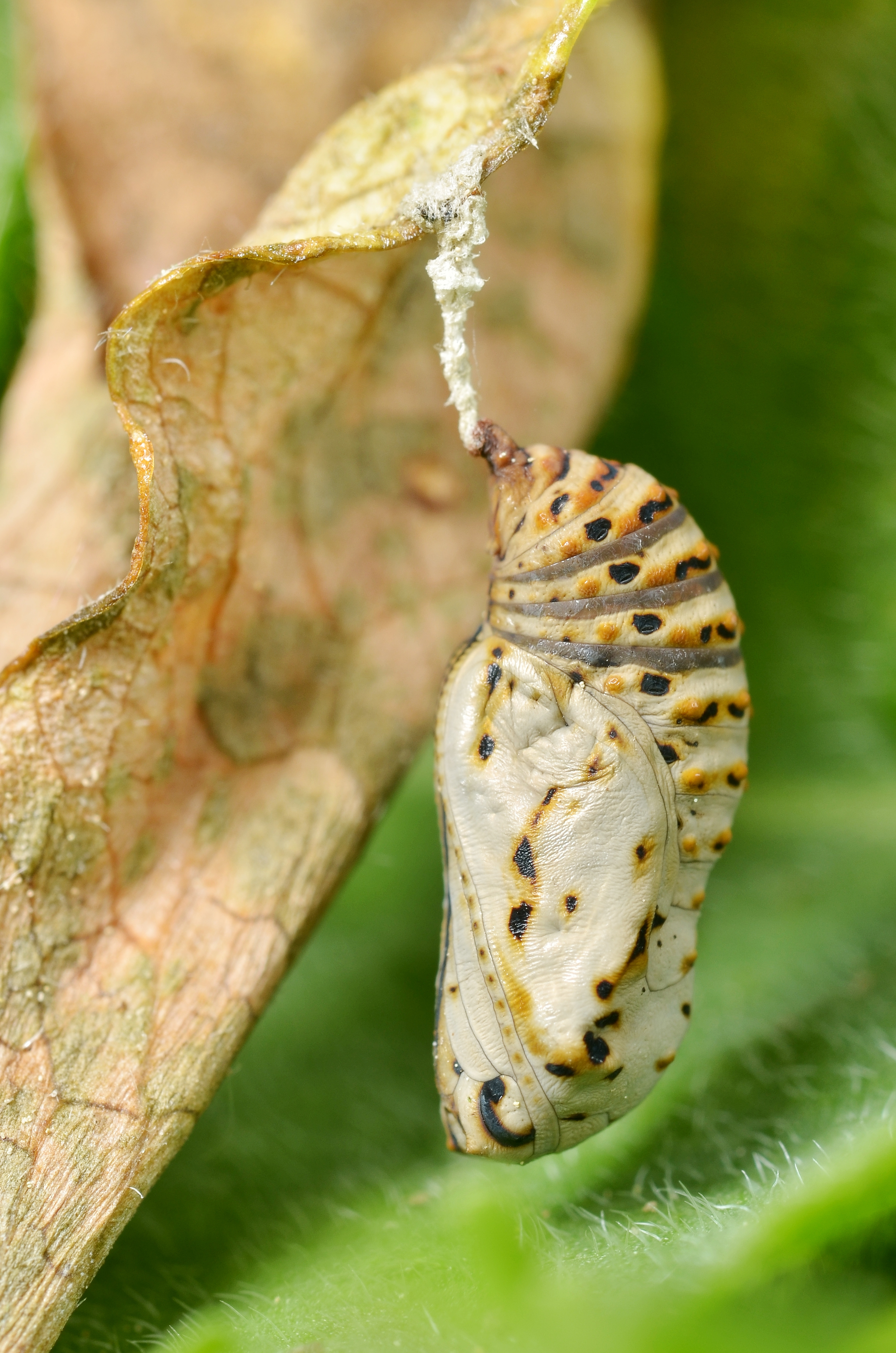
La chrysalide
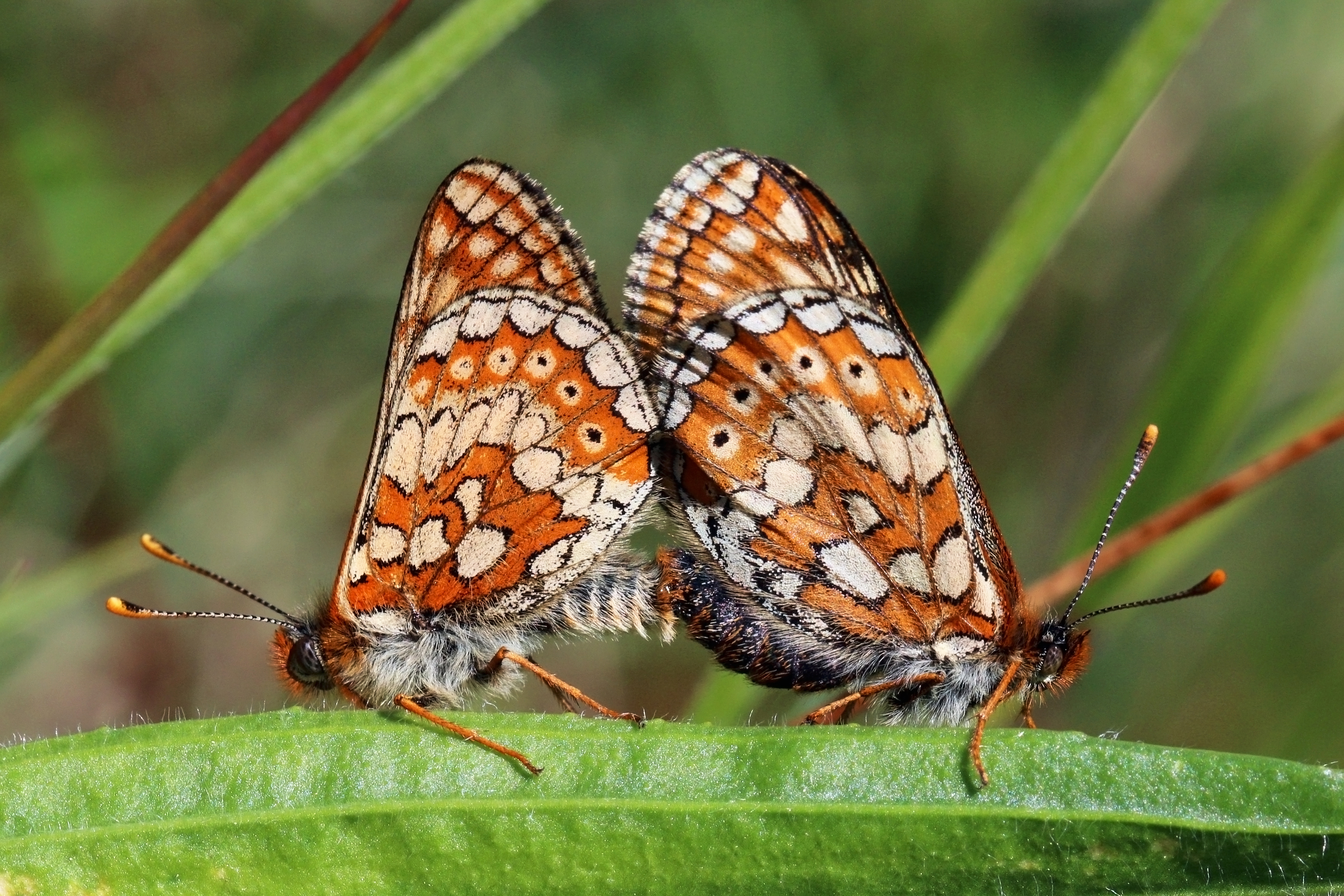
Accouplement
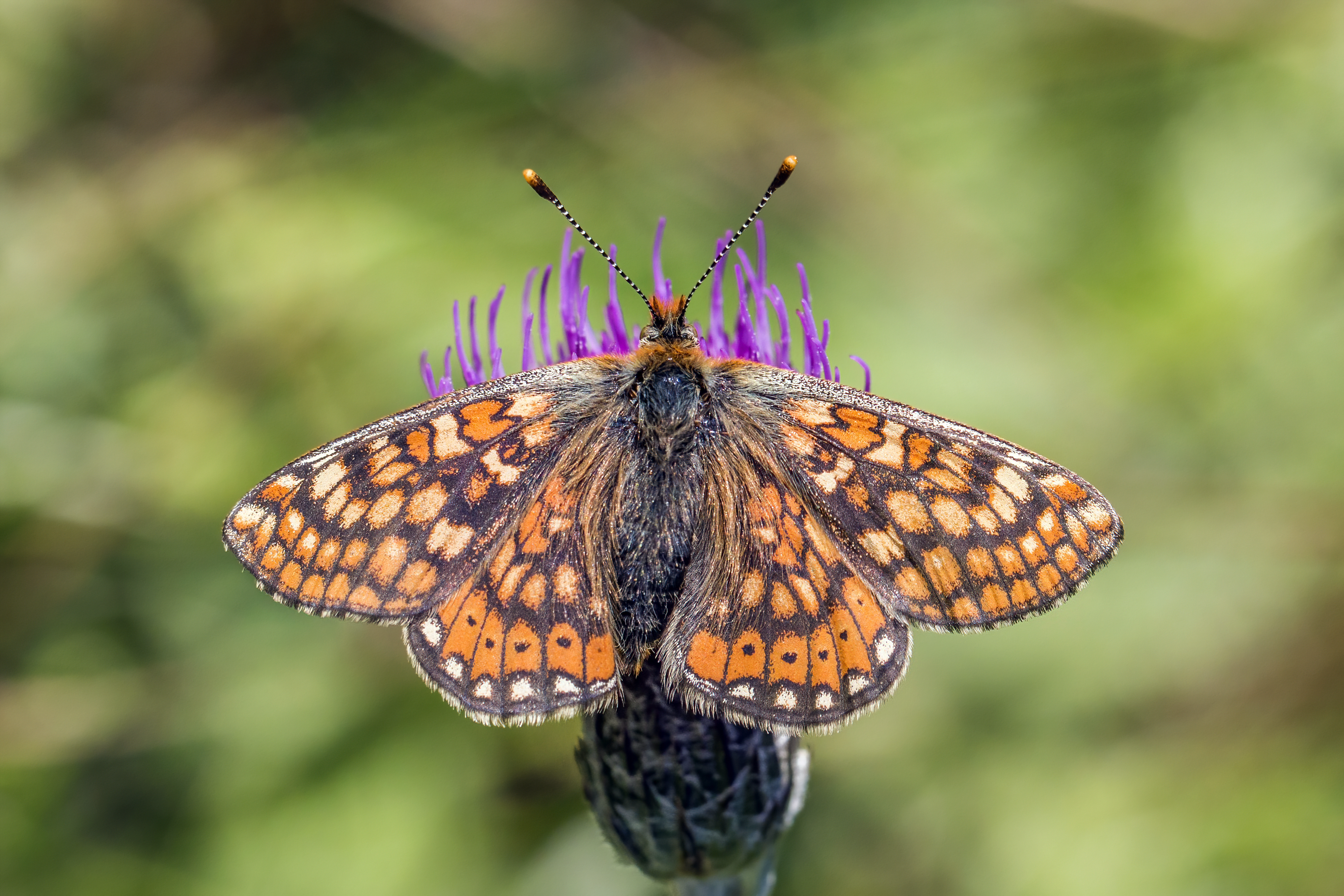
Face dorsale, d'un mâle.
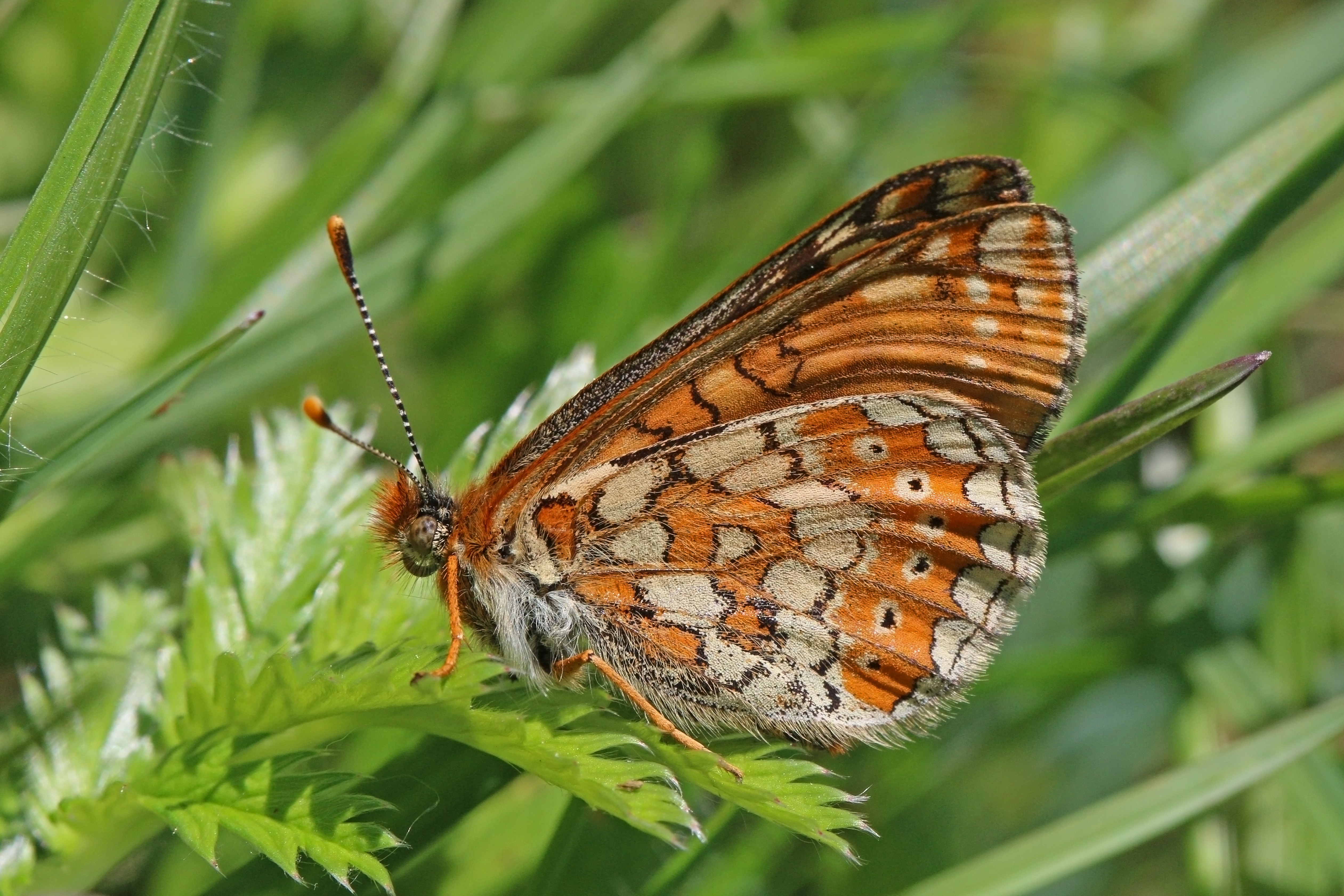
Revers de la femelle.

## Biologie
Les œufs sont posés en plaques et ont un temps d'incubation de 3 à 4 semaines.

### Période de vol et hivernation
Durant l'hiver, les chenilles hivernent en groupe dans un nid jusqu'au printemps.
L'imago vole en une seule génération et apparaît dès la fin avril au sud et au début juillet dans le nord de son aire de répartition,.

### Plantes hôtes
Les plantes hôtes des chenilles varient en fonction des sous-espèces. Euphydryas aurinia aurinia apprécie la Succise des prés (Succisa pratensis), la Scabieuse colombaire Scabiosa columbiara, rarement le Chèvrefeuille d'Étrurie (Lonicera etrusca), la Gentiane asclépiade (Gentiana asclepiadea) et la Valériane dioïque (Valeriana dioica) en Autriche. Euphydryas aurinia provincialis apprécie Cephalaria leucantha, Centranthus angustifolius. Euphydryas aurinia debilis apprécie la Gentiane des Alpes (Gentiana alpina).
Au Maroc, Euphydryas aurinia beckeri et les autres sous-espèces ont pour plantes hôtes le Chèvrefeuille d'Étrurie (Lonicera etrusca), mais aussi les autres chèvrefeuilles présents, Lonicera biflora, Lonicera implexa, Lonicera periclymenum  et Lonicera kabylica.

### Parasitisme
Cotesia bignelii est un parasite de la chenille du papillon (trois générations du parasite peuvent exister durant une génération du papillon)
.

## Écologie et distribution
Le Damier de la succise est présent en Algérie, au Maroc, dans presque toute l'Europe de l'Espagne au sud de la Finlande (jusqu'au 62°N), en Turquie, dans l'ouest et le centre de la Sibérie et en Asie tempérée. Il est absent du sud de l'Italie, de la Grèce et de toutes les iles Méditerranéennes.
Il est présent au Luxembourg et dans le sud de la Belgique mais a disparu de Flandre depuis 1959. En France métropolitaine, il est présent dans tous les départements, excepté la Corse.

### Biotope
Le papillon apprécie des biotopes très variés, sur sols calcaires ou acides, dont les prairies pauvres, les tourbières jusque 2 500 mètres d'altitude, les prairies, les lisières de feuillus,.

## Systématique
L'espèce Euphydryas aurinia a été décrite par le naturaliste allemand S. A. von Rottemburg, en 1775.

### Synonymes
- Eurodryas aurinia (Rottemburg, 1775),
- Melitaea beckeri (Herrich-Schäffer, 1851),
- Melitaea debilis (Oberthür, 1909),
- Melitaea glaciegenita (Verity, 1928),
- Melitaea provincialis (Boisduval, 1828),
- Melitaea valentini (Nitsche, 1928),
- Papilio merope (de Prunner, 1798)[7]

### Noms vernaculaires
- Le Damier de la Succise ou Artémis, Damier printanier, Mélitée des marais, Mélitée de la Scabieuse, Damier des marais. Il tire l'origine de son nom d'une de ses plantes hôtes dénommée succise des prés (Succisa pratensis).
- Marsh Fritillary en anglais, Doncella de ondas en espagnol et Skabiosen-Scheckenfalter ou Goldene Scheckenfalter en allemand.

### Taxinomie
Liste des sous-espèces
- Euphydryas aurinia aurinia dans le centre et le sud de l'Europe et l'ouest de la Sibérie.
- Euphydryas aurinia banghaasi (Seitz, 1908).
- Euphydryas aurinia barraguei (Betz, 1956) en Algérie.
- Euphydryas aurinia beckeri (Lederer, 1853) au Maroc,sud de l'Espagne
- Euphydryas aurinia bulgarica (Fruhstorfer, 1916) dans les Carpates.
- Euphydryas aurinia debilis Oberthür, 1909 ; dans les zones montagneuses comme Pyrénées et Alpes.
- Euphydryas aurinia ellisoni (Rungs, 1950) à Ifrane au Maroc[3].
- Euphydryas aurinia laeta (Christoph, 1893) dans le centre de la Sibérie[5].
- Euphydryas aurinia provincialis (Boisduval, 1828) dans le sud-est de la France et le nord de l'Italie[2].

Des études conduisent à penser que le Damier de la succise est une super-espèce en voie de différenciation avec des taxons isolés géographiquement et en fonction des plantes hôtes. C'est ainsi que les chercheurs ont créé différentes sous-espèces.

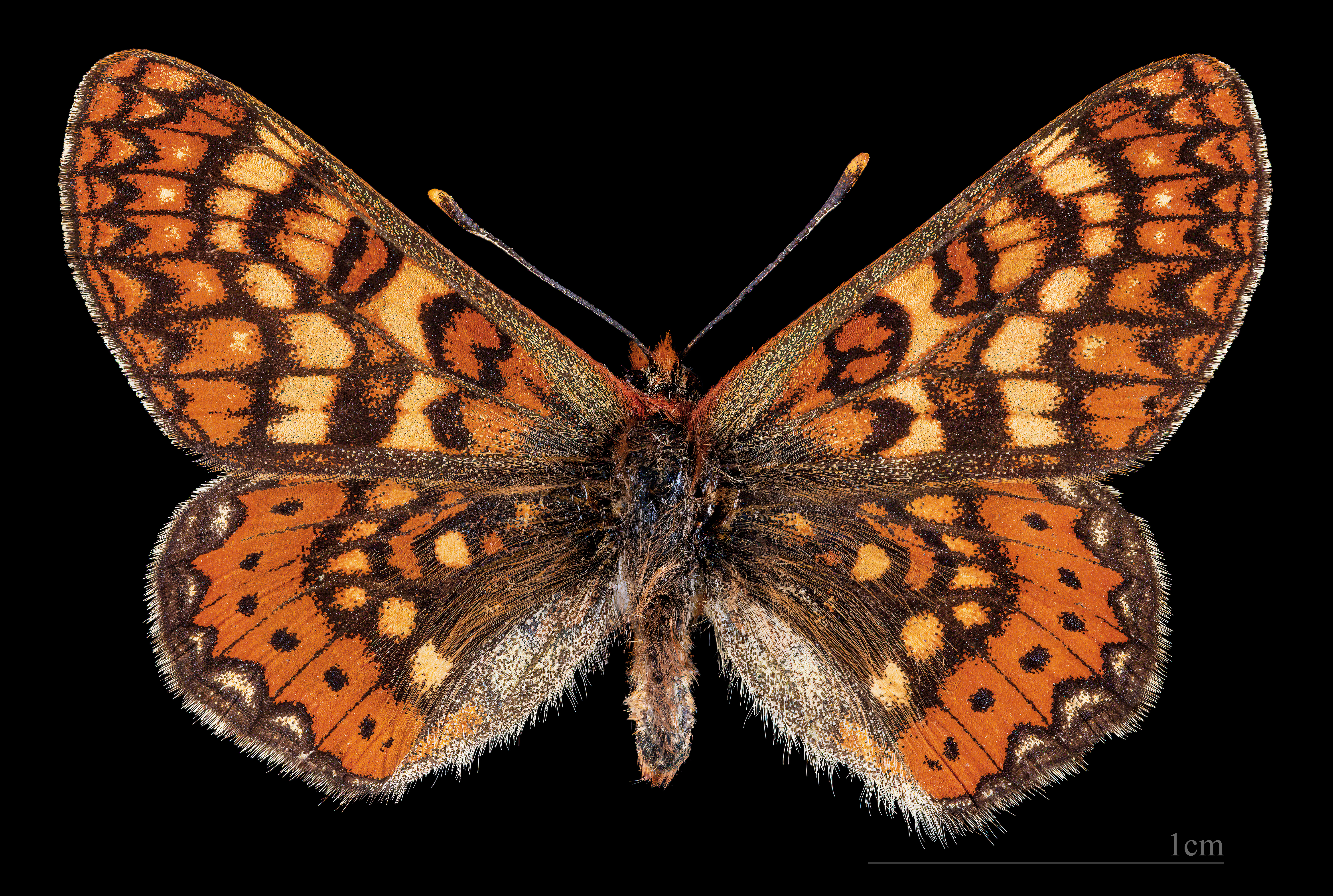
Euphydryas aurinia beckeri ♂  MHNT
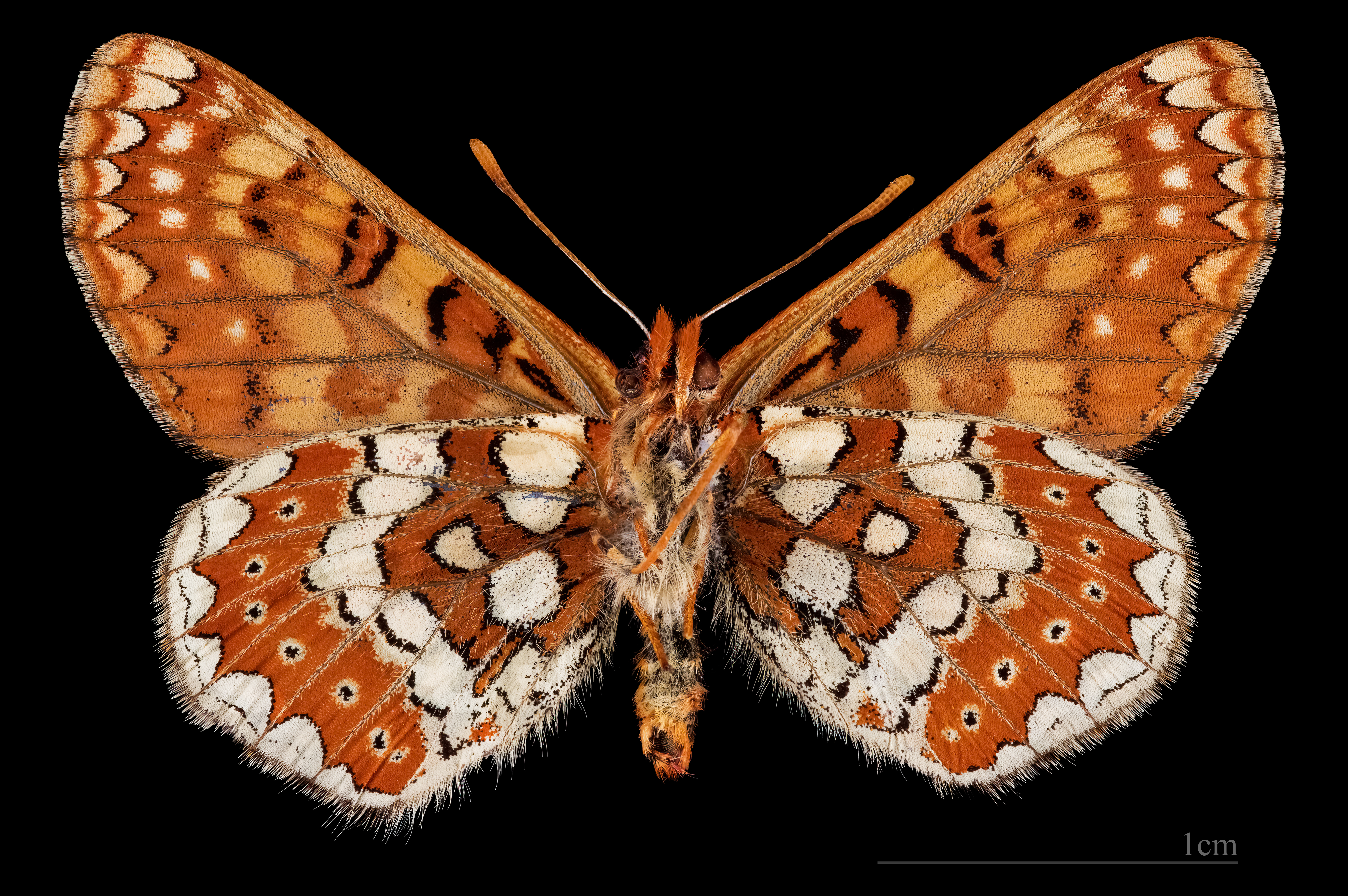
Euphydryas aurinia beckeri ♂  △MHNT
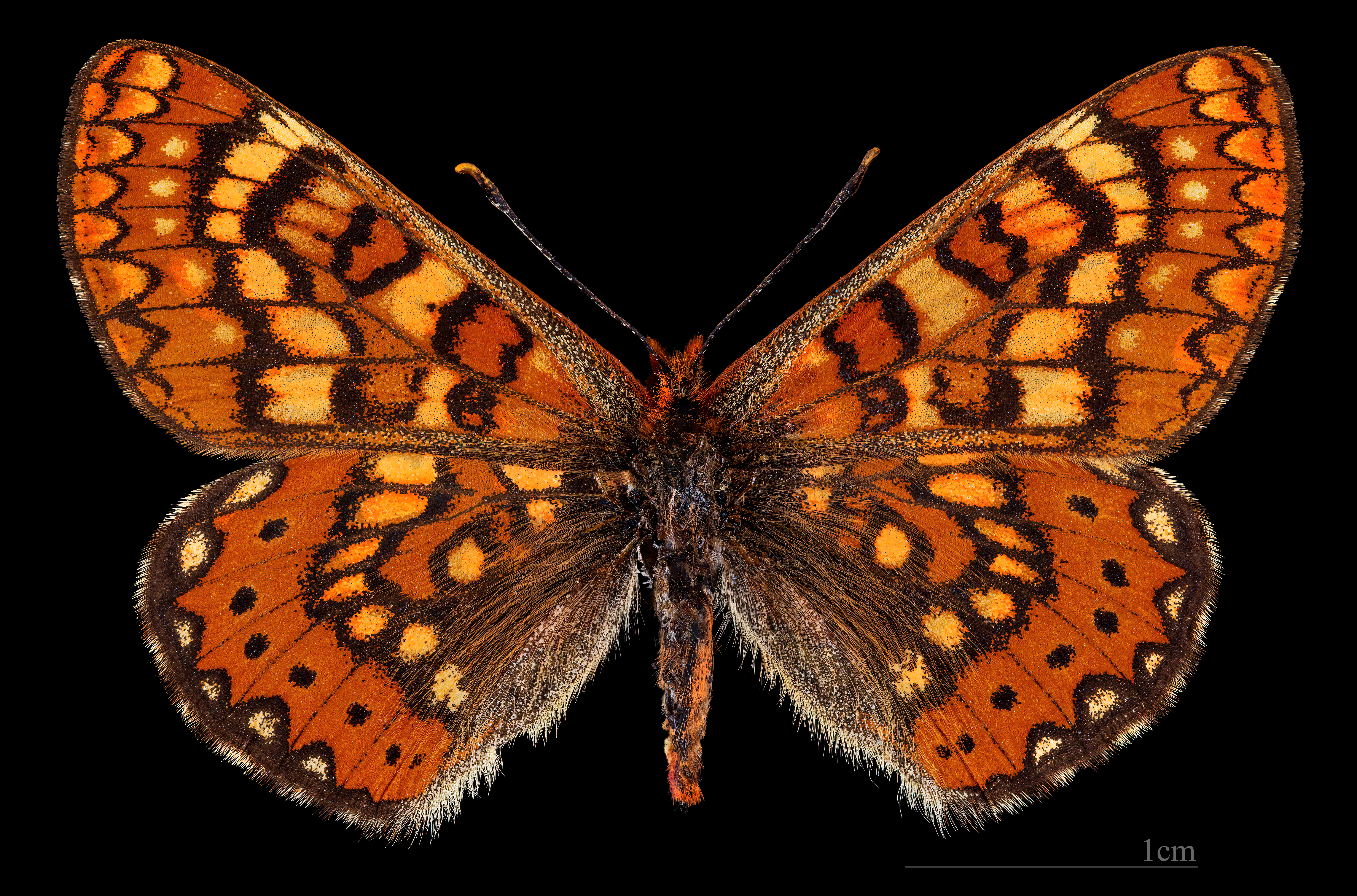
Euphydryas aurinia beckeri ♀  MHNT
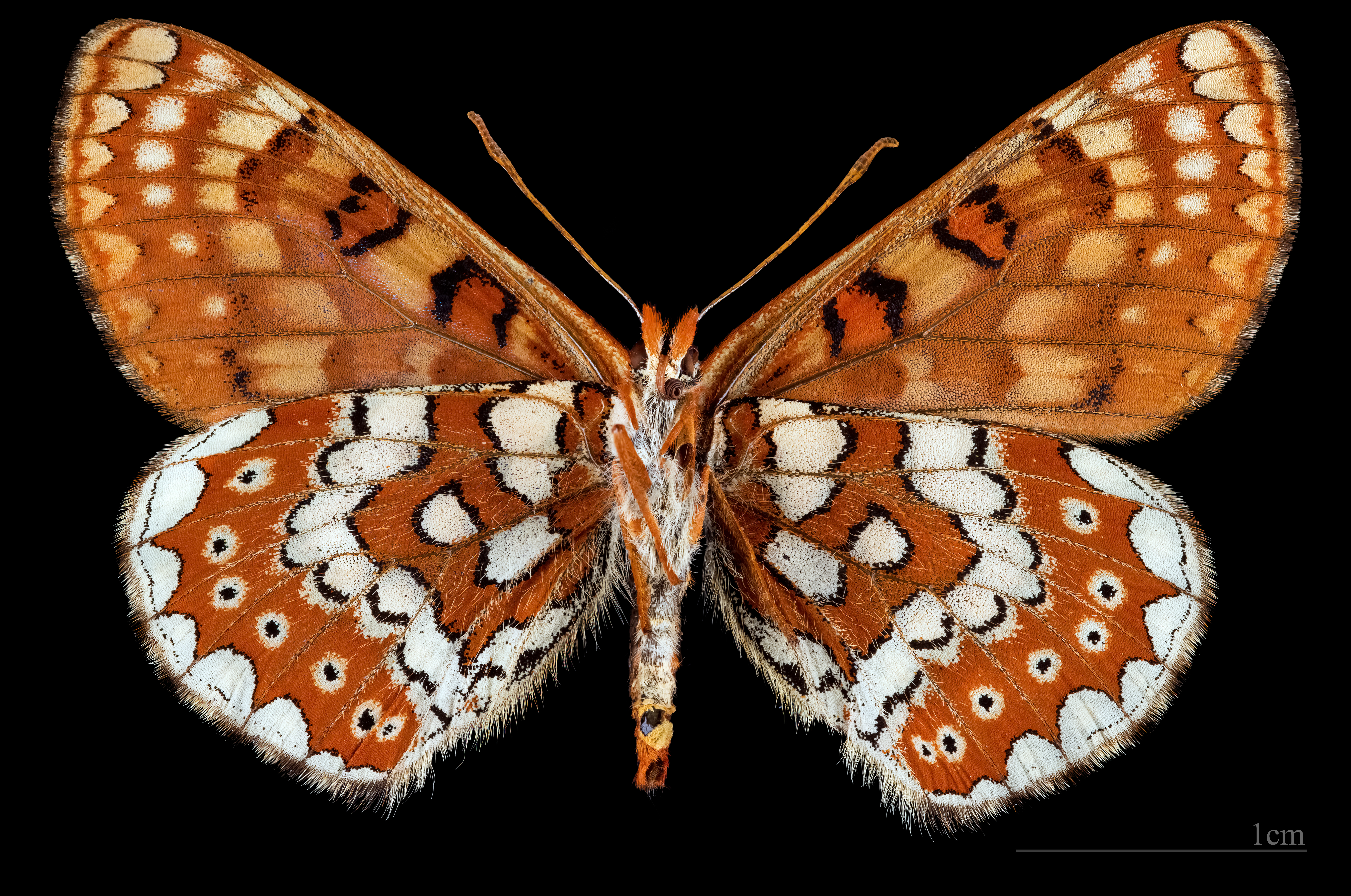
Euphydryas aurinia beckeri ♀ △ MHNT

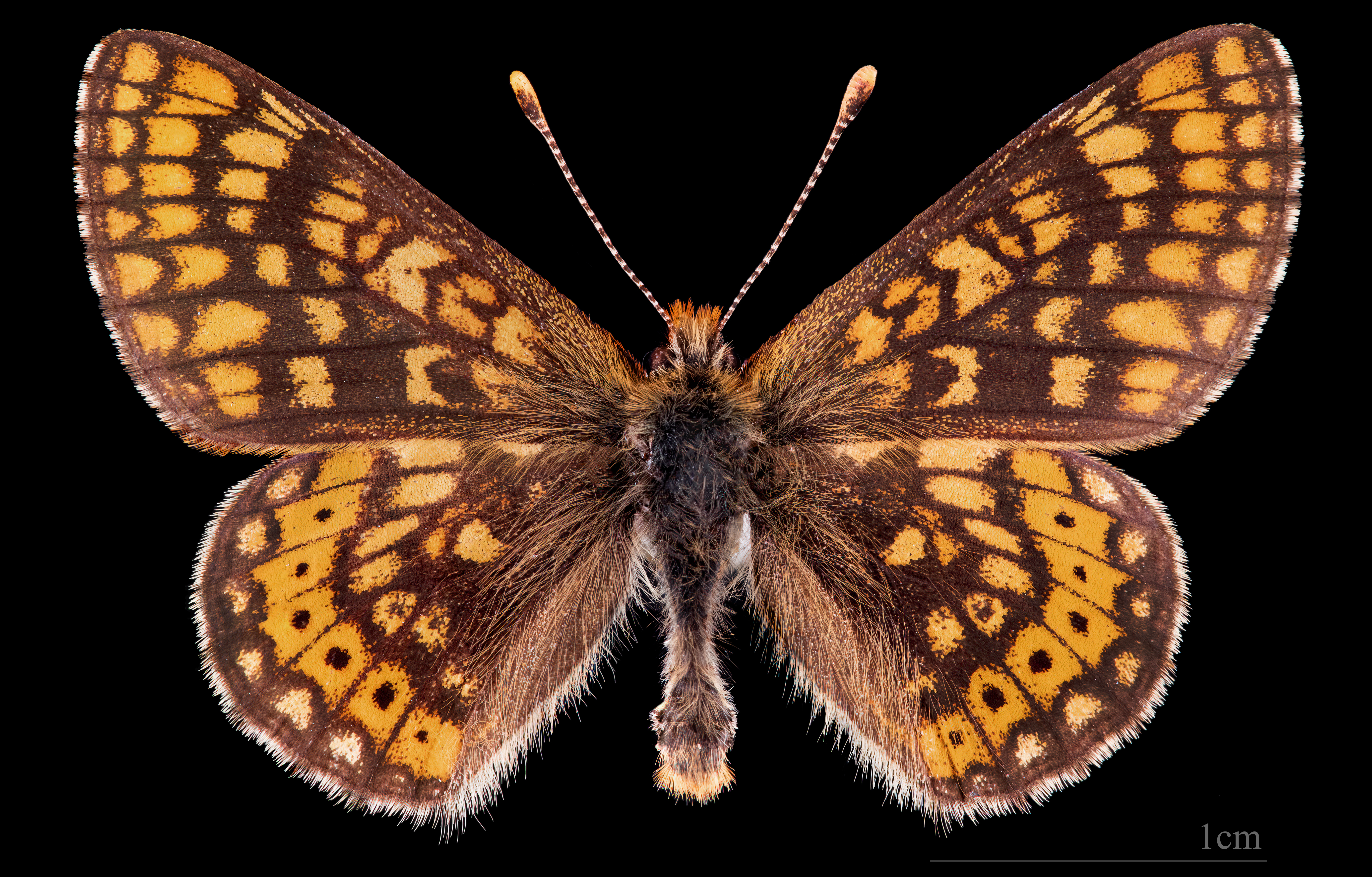
Euphydryas aurinia debilis ♂  MHNT
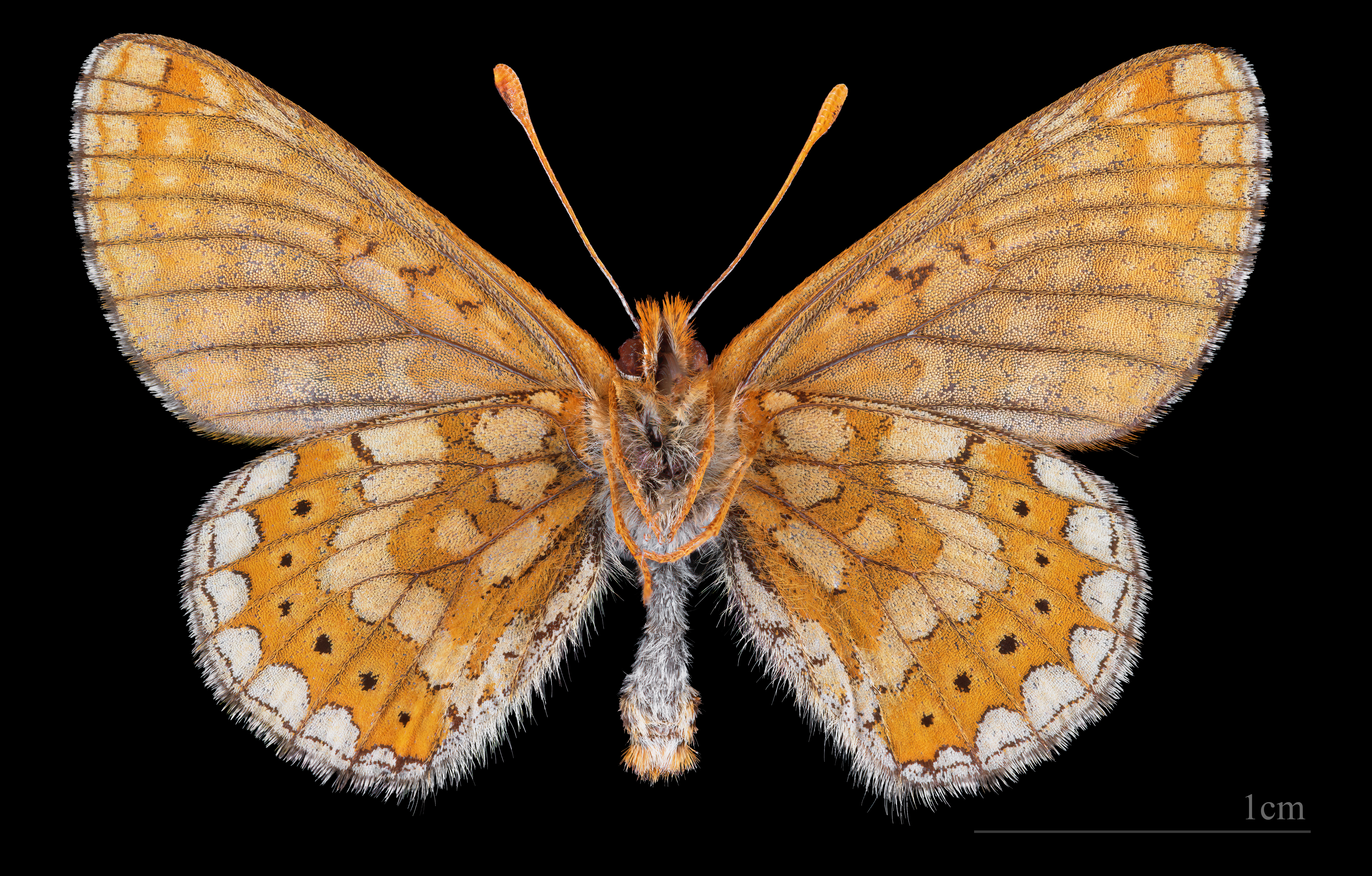
Euphydryas aurinia debilis ♂  △ MHNT

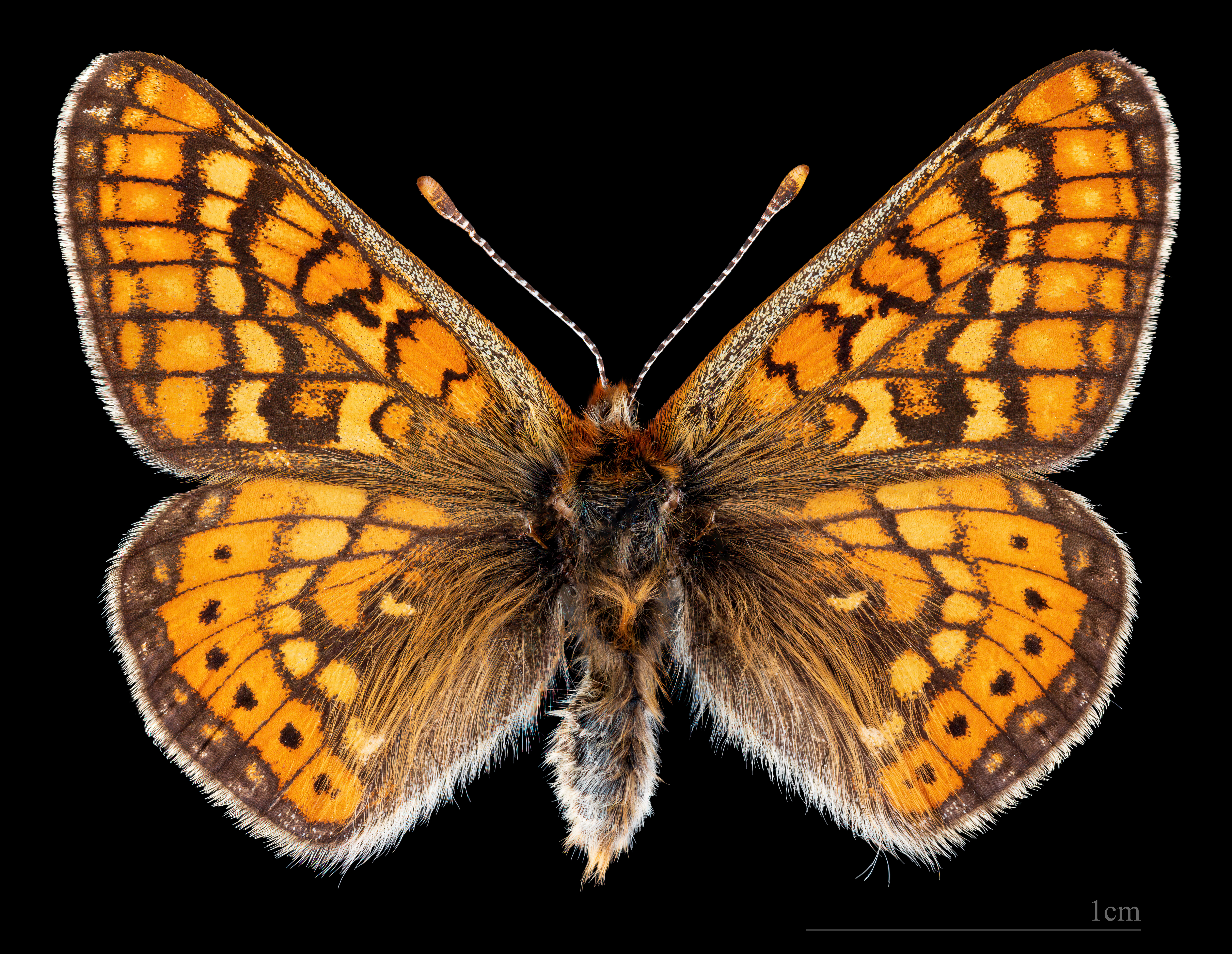
Euphydryas aurinia provincialis ♂ MHNT
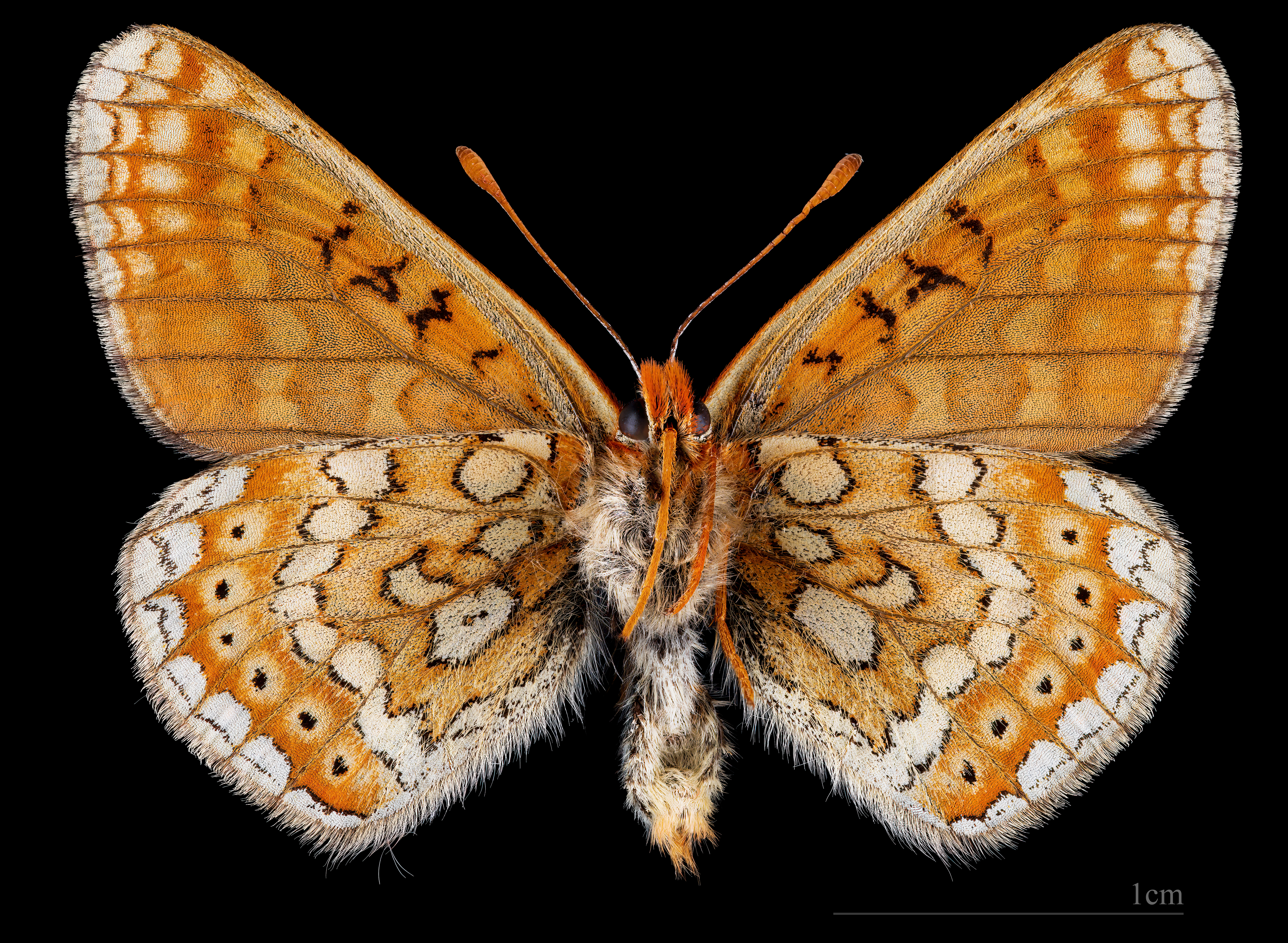
Euphydryas aurinia provincialis ♂ △ MHNT
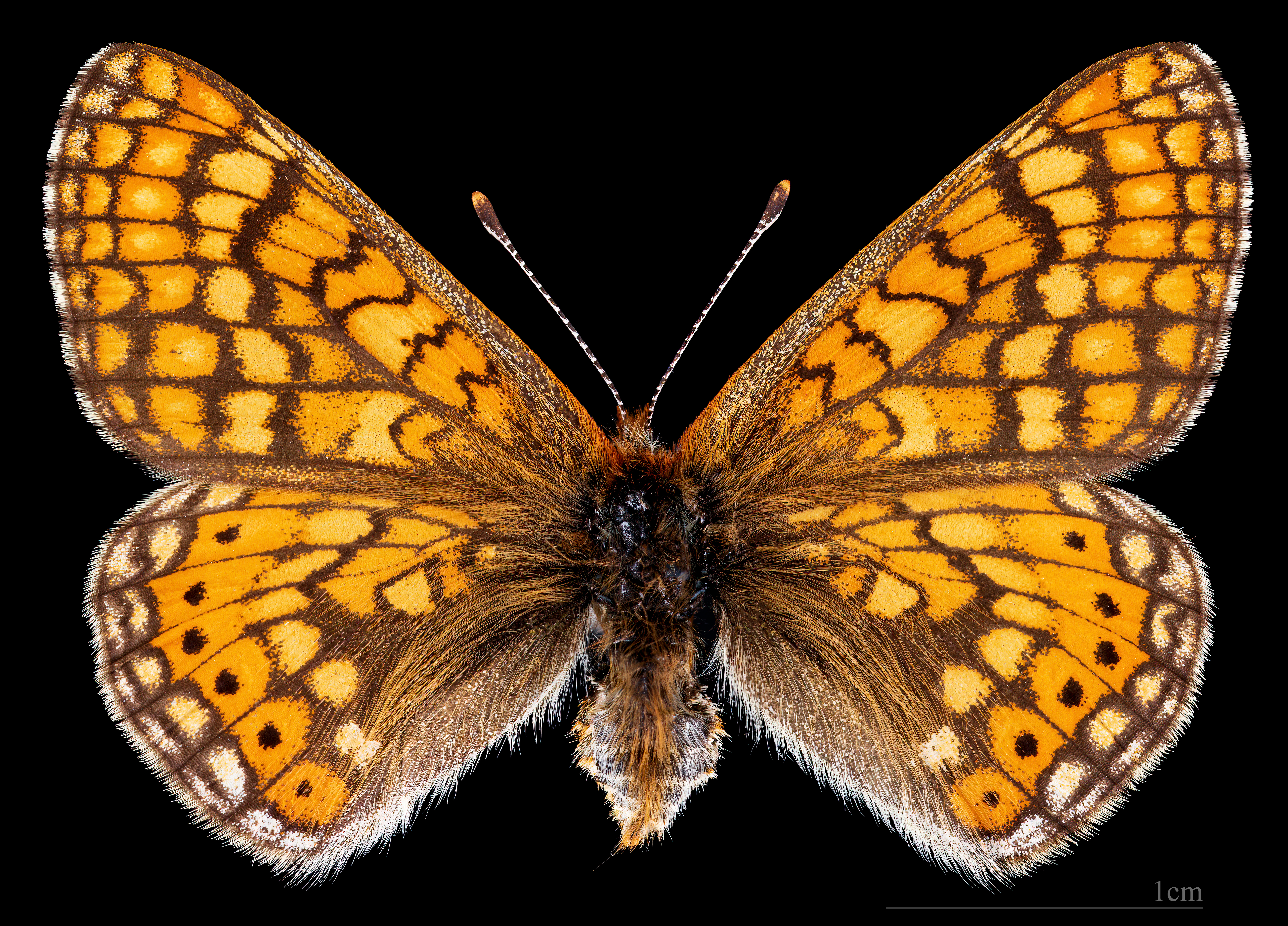
Euphydryas aurinia provincialis ♀  MHNT
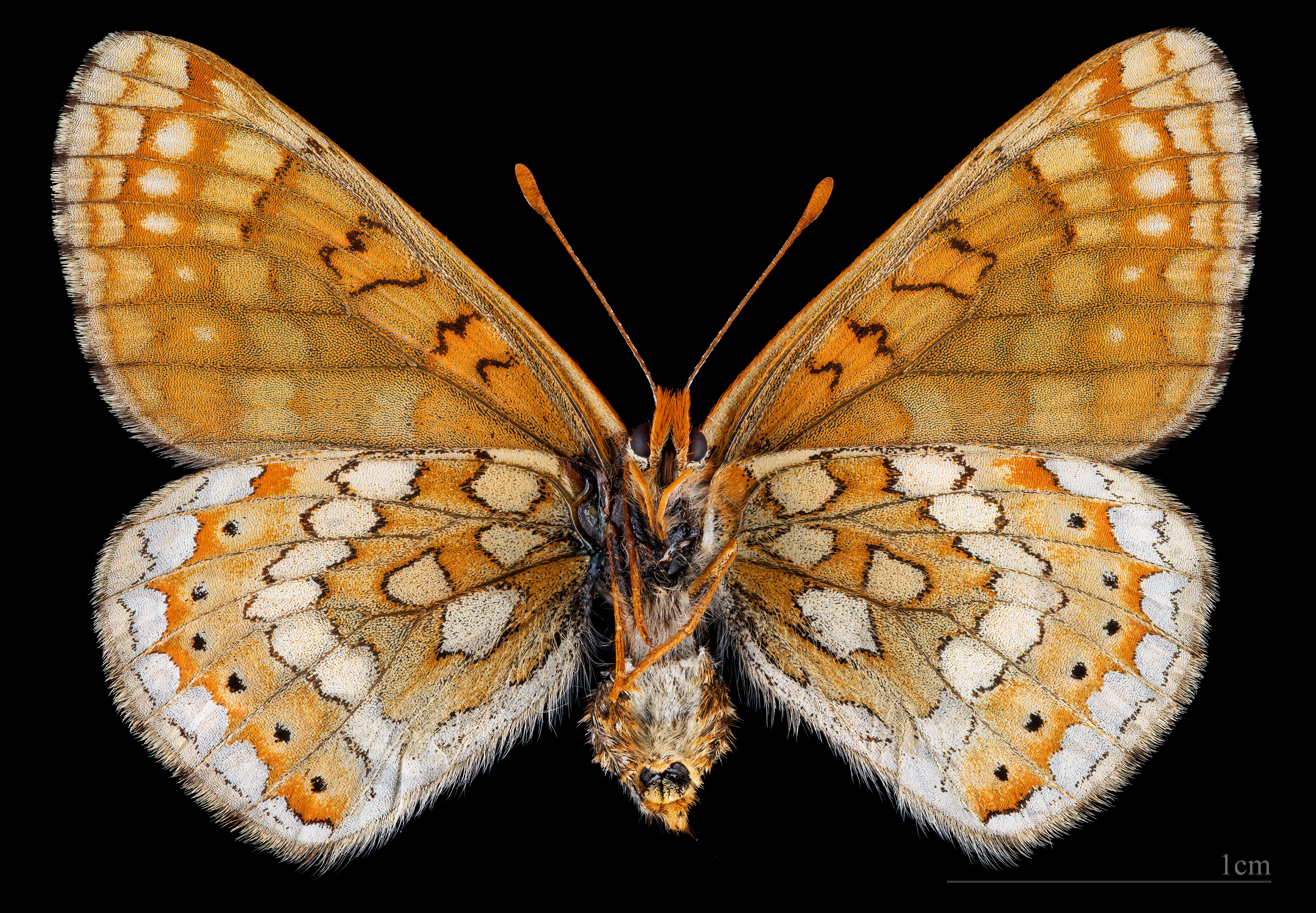
Euphydryas aurinia provincialis ♀ △ MHNT

## Le Damier de la succise et l'Homme

### Protection
À la suite de la  Convention de Berne du 19 septembre 1979 annexe 2, il figure sur la liste rouge mondiale des espèces menacées.
En Europe, il figure sur la liste des espèces animales d'intérêt communautaire de la Directive Habitat, annexe II.
En France, il figure sur la liste des espèces protégées par arrêté du 23 avril 2007 article 3.
C'est une espèce très menacée et en forte régression qui fait l'objet de plans de restauration (dont projet Life européen au Danemark en 2005 et en Belgique de 2009 à 2014.)